# Ministro de Asuntos Exteriores de España
El ministro de Asuntos Exteriores, Unión Europea y Cooperación es el máximo responsable del Ministerio de Asuntos Exteriores, Unión Europea y Cooperación y, como tal, planifica y ejecuta la política exterior del Estado, y coordina la Acción Exterior y el Servicio Exterior del Estado. Asimismo, de conformidad con la Constitución y las leyes, representa a España en todos los actos de celebración de tratados internacionales, incluida la manifestación del consentimiento de España en obligarse por los mismos.
Igualmente, es también el responsable de la dirección de la política de cooperación internacional para el desarrollo y de la coordinación de los órganos de la Administración General del Estado que, en el ámbito de sus competencias, realicen actuaciones en esta materia con observancia del principio de unidad de acción en el exterior.
En materia de tratados internacionales, el ministro de Asuntos Exteriores posee plenos poderes para representar al país, negociar, adoptar y autenticar tratados, así como para manifestar el consentimiento de España en obligarse por ellos. En este sentido, es el encargado de nombrar a los representantes de España para la ejecución de cualquier acto internacional relativo a un tratado internacional.

## Historia
El Ministro de Asuntos Exteriores, conocido en el pasado como Secretario de Estado y del Despacho de Estado o, simplemente, Secretario de Estado, es un cargo de la Administración española que tiene su origen en el Real Decreto de 30 de noviembre de 1714, que dividió el Despacho Universal por materias, confiriéndole a este lo relativo a las relaciones exteriores. En la práctica, este funcionario actuaba como un primer ministro y, por ello, también era conocido como el Primer Secretario de Estado. Ejemplo de ello era que los nuevos ministros del gabinete real juraban su cargo ante este primer ministro.
Este cargo era nombrado de forma discrecional por el rey y, era tal su influencia sobre el monarca y la administración que, para principios del siglo XIX, su departamento no solo abarcaba las relaciones internacionales, sino también todo tipo de materias de gobierno interior, tanto relacionadas con la familia real, como con correos, carreteras y caminos, beneficencia, sanidad, educación, artes y ciencias, entre otras.
A partir del siglo XIX va perdiendo competencias en favor de otras carteras ministeriales, como el Ministerio de la Gobernación, aunque retuvo su protagonismo durante la primera mitad de esa etapa gracias a que la Presidencia del Consejo de Ministros estaba unida al Ministerio de Estado.
En la actualidad, sigue siendo una de las posiciones más relevantes dentro de la Administración, situándose en el protocolo únicamente por detrás de la familia real, el jefe del Gobierno y los vicepresidentes, si los hubiera.

## Dependencias
Dependen directamente del Ministro los siguientes órganos superiores y directivos:
- El Secretaría de Estado de Asuntos Exteriores y Globales (SEAEX). Su titular es, de facto, el número dos del Ministerio y asiste al ministro en la formulación y ejecución de la política exterior de forma genérica y en lo relativo a organizaciones internacionales y ciertas áreas geográficas.
- La Secretaría de Estado para la Unión Europea (SEUE). Gestiona la política española en relación con la Unión Europea y países candidatos, el Consejo de Europa y los países miembros del Espacio Económico Europeo. De este órgano depende el embajador representante permanente de España ante la Unión Europea.
- La Secretaría de Estado para Iberoamérica y el Caribe y el Español en el Mundo (SEICEM). Dirige la política exterior del Gobierno en relación con los países de la Comunidad Iberoamericana de Naciones y el idioma español.
- La Secretaría de Estado de Cooperación Internacional (SECI). Es el órgano superior del Departamento que formula y ejecuta las políticas relativas a cooperación internacional para el desarrollo sostenible.
- La Subsecretaría de Asuntos Exteriores, Unión Europea y Cooperación. Gestiona el día a día del Ministerio, sus servicios comunes, todo lo relativo al Servicio Exterior, a la asistencia consular y a los españoles en el extranjero, así como asuntos de protocolo y cancillería. En este órgano se integra el Introductor de Embajadores (con rango de Embajador), alto cargo responsable de la preparación, coordinación y ejecución de los actos oficiales y ceremonias relacionados con la política exterior del Estado, que tengan lugar en el territorio nacional y en el exterior y, en particular, los viajes oficiales de Sus Majestades los Reyes y las visitas de los jefes de Estado extranjeros. Es uno de los cargos más antiguos de la administración española, siendo creado el 1 de abril de 1626.
- La Dirección General de Comunicación, Diplomacia Pública y Redes, que actúa como Portavocía del Ministerio y coordina la estrategia de comunicación y redes del mismo.
- La Dirección General de Diplomacia Económica, que asume competencias relativas a las relaciones económicas internacionales de España.

Asimismo, el titular del Ministerio de Asuntos Exteriores cuenta con un Gabinete personal, con rango de Dirección General, para prestarle el apoyo político y técnico que precise, y una División de Estrategia y Prospectiva, para realizar estudios, análisis y anticipaciones de hechos futuros en el escenario internacional.

## Consejo de Política Exterior
El Consejo de Política Exterior es el principal órgano colegiado de apoyo al presidente del Gobierno en sus funciones de dirección y de coordinación de la acción del Gobierno en materia de política exterior.
El Consejo se encarga de analizar aquellas materias relativas al ámbito de la política exterior que el presidente del Gobierno someta a su consideración; coadyuvar en el establecimiento y la elaboración de directrices y estrategias que permitan alcanzar los objetivos y satisfacer los intereses de España en los diferentes ámbitos de la acción exterior; contribuir a la coordinación de la acción exterior de los diferentes Departamentos ministeriales y organismos públicos y asistir al presidente del Gobierno en su función de velar por el cumplimiento de las directrices de política exterior.
Este órgano está compuesto por el presidente del Gobierno, los Vicepresidentes, los ministros del Gobierno y el Director del Gabinete de la Presidencia del Gobierno.

## Control parlamentario
De acuerdo con la Constitución, el ministro de Asuntos Exteriores, como miembro del Gobierno, está sometido a control parlamentario y debe asistir a las sesiones de control y comisiones parlamentarias en las que se requiera su presencia. Además, de acuerdo con el artículo 35.5 de la Ley de la Acción y del Servicio Exterior del Estado de 2014, el ministro está obligado a comparecer anualmente ante las Cortes Generales para hacer balance del cumplimiento de la Estrategia de Acción Exterior. Asimismo, el artículo 44.7 de dicha ley obliga al ministro a comunicar a la Comisión de Asuntos Exteriores del Congreso de los Diputados toda designación de embajadores.

## Titulares
| Inicio                  | Finalización            | Nombre                              | Partido                                 |
| ----------------------- | ----------------------- | ----------------------------------- | --------------------------------------- |
| 3 de enero de 1974      | 11 de diciembre de 1975 | Pedro Cortina (1)                   | Movimiento Nacional                     |
| 11 de diciembre de 1975 | 7 de julio de 1976      | José María de Areilza (1)           | Movimiento Nacional                     |
| 7 de julio de 1976      | 8 de septiembre de 1980 | Marcelino Oreja Aguirre (1)         | UCD                                     |
| 8 de septiembre de 1980 | 2 de diciembre de 1982  | José Pedro Pérez-Llorca (1)         | UCD                                     |
| 2 de diciembre de 1982  | 4 de julio de 1985      | Fernando Morán López (1)            | PSOE                                    |
| 4 de julio de 1985      | 23 de julio de 1992     | Francisco Fernández Ordóñez (1)     | PSOE                                    |
| 23 de julio de 1992     | 18 de diciembre de 1995 | Javier Solana Madariaga (1)         | PSOE                                    |
| 18 de diciembre de 1995 | 5 de mayo de 1996       | Carlos Westendorp (1)               | PSOE                                    |
| 5 de mayo de 1996       | 27 de abril de 2000     | Abel Matutes (1)                    | PP                                      |
| 27 de abril de 2000     | 9 de julio de 2002      | Josep Piqué (1)                     | PP                                      |
| 9 de julio de 2002      | 17 de abril de 2004     | Ana Palacio (1)(2)                  | PP                                      |
| 17 de abril de 2004     | 21 de octubre de 2010   | Miguel Ángel Moratinos (2)          | PSOE                                    |
| 21 de octubre de 2010   | 21 de diciembre de 2011 | Trinidad Jiménez (2)                | PSOE                                    |
| 21 de diciembre de 2011 | 4 de noviembre de 2016  | José Manuel García-Margallo (2)     | PP                                      |
| 4 de noviembre de 2016  | 7 de junio de 2018      | Alfonso Dastis (2)                  | Independiente (en un Gobierno del PP)   |
| 7 de junio de 2018      | 30 de noviembre de 2019 | Josep Borrell (3)                   | PSC                                     |
| 30 de noviembre de 2019 | 13 de enero de 2020     | Margarita Robles (en funciones) (3) | Independiente (en un Gobierno del PSOE) |
| 13 de enero de 2020     | 12 de julio de 2021     | Arancha González Laya (3)           | Independiente (en un Gobierno del PSOE) |
| 12 de julio de 2021     | En el cargo             | José Manuel Albares (3)             | PSOE                                    |

Notas sobre las denominaciones de los Ministros:
1. Ministro de Asuntos Exteriores.
2. Ministro de Asuntos Exteriores y de Cooperación.
3. Ministro de Asuntos Exteriores, Unión Europea y Cooperación.